# 德山館
德山館（日语：／ Tokuyama-date */?），又稱松前大館（日语：／ Matsumae-ōdate */?）或大館（日语：／ Ōdate */?），是一座位於日本北海道松前郡松前町字神明和褔山的山城，推測由安東氏在應永7年（1400年）、嘉吉或享德年間（1441年至1454年）時建成，道南十二館之一，日本國史跡，指定面積為82.322平方米。
德山館位於海岸線以北以及福山城西北偏北約500米處的半島狀台地，坐北向南，東西長200米，南北長400米，相對高度55米，面積達3萬3千平方米左右，分為大館和小館，小館在前，大館在後，小館長100米，寬30米，三面均是懸崖，與大館之間有寬8米，深5米的空堀，大館則長300米，寬200米，東面隔着Bakko澤（バッコ沢）是德山大神宮，西面隔着懸崖是福山館北郭阿吽寺，隔着小館澤則是西館，南面是正門、橋以及大松前川，北面是勝軍山山脊，兩者之間有寬15米，深7米的空堀。此外，大館和小館的主要部分均設有圍欄，也出土了石鏃、擦紋式土器、洪武通寶、擂缽、青花瓷碟和青瓷碎片等等，推測小館本來是茶志，大館則是住處。

## 歷史
根據《新羅之記錄》記載，安東盛季在嘉吉3年（1443年）不敵南部義政而敗走十三湊，從柴崎館逃至蝦夷地，然而根據《滿濟准后日記》記載則是永享4年（1432年），《日本城郭大系》也支持這個說法。其後，根據《下國伊駒安陪姓家譜》記載，盛季定居於松前，《北海道大百科事典》認為他曾經利用大館，《角川日本地名大辭典》也推測他曾經居住於大館，並且指出在這之前安東氏便已經派遣代官前往蝦夷地，因此推測大館作為代官的居館可能早就建成，對此《日本城郭大系》雖然表示安東氏確實有派代官前往蝦夷地，但是實際的時期和地點卻不明，不過由於安東氏在東北地方唯一一支水軍設於柴崎館，而其以北40公里處便是松前，因此大館作為代官的居城地有其在地理上的意義。關於大館的建造時期，《日本城郭大系》認為是應永7年（1400年），《日本城郭全集》則推測是嘉吉或享德年間（1441年至1454年）。
其後，盛季在松前死去，其子安東康季在收復津輕時於陣中死去，其孫安東義季則戰死於鼻和郡大浦鄉根倉館或狼倉館（現青森縣弘前市新法師高館山或高館山西北面兩公里，新法師以西），導致下國安東氏宗家在享德2年（1453年）一度斷絕，翌年田名部（下北）安東氏的安東太政季繼承下國安東氏。康正2年（1456年），政季應湊安東氏的安東堯季的邀請前往秋田小鹿嶋（現秋田縣男鹿市），堯季同時也將檜山地方分給政季，在政季前往小鹿嶋前，他將大館交給安東定季，並且以相原政胤為副將。康正3年（1457年）5月，兩人在胡奢麻尹之戰爆發時雖然駐守於大館，不過最終不敵，道南十二館中有十館均失守。其後，在武田信廣的活躍下，成功收復大館。
定季死後，由其子安東恒季繼任家督，不過由於他為人暴戾且施行惡政，家臣便暗中向宗家檜山安東氏上報。明應5年（1496年）11月，安東氏派兵逼使恒季自盡，將大館交給原本輔佐於恒季的相原季胤，並且以村上政義為副將。永正10年6月27日（1513年7月29日），大館失守，季胤和政義均自盡身亡，《日本城郭全集》引述《北海道史》指雖然《新羅之記錄》沒有記載攻打大館的是何人，不過由於翌年蠣崎光廣父子移居當地，而且幾經辛苦才被安東氏接受，因此推測攻打大館的是蠣崎光廣。另一方面，《日本城郭大系》、《北海道大百科事典》、《日本歷史地名大系》、《角川日本地名大辭典》均認為大館是遭到蝦夷攻擊，其中《日本城郭大系》和《角川日本地名大辭典》同時提到存在此事是由光廣策劃的說法，另外松前町則指攻打大館的是阿伊努族。
永正11年（1514年）3月，光廣和其子蠣崎義廣率領約180艘船抵達大館，並且將地名改成德山，根據《松前家記》記載，他修建大館，並且將其易名為德山館。其後，蠣崎氏為了成為安東氏在蝦夷地的代官，讓家臣前往匯報，尋求安東氏承認其大館城主的地位，最終幾經辛苦才得到安東尋季的承認，成為道南統治者的蠣崎氏順利成章地將道南各館的館主編入作為其家臣。翌年，光廣在德山館暗殺庶野訇峙兄弟，義廣則在大永8年或享祿元年（1528年）殺害入侵德山館的蝦夷。天正17年（1589年），松前盛廣的居室起火，導致德山館內的主要部分被焚毀，根據《福山秘府》記載各種武器和財寶均也都付之一炬。其後，雖然德山館地勢險峻，不過周遭的丘陵還稍為再高一些，導致德山館容易暴露於敵人的視野內，在對用弓箭的阿伊奴族雖然尚有餘力，不過由於當時已經開始引入火器，射程也因此大幅增加，德山館的位置就反而成為致命的缺點。因此，慶廣便決定在靠近海邊的福山另建城池，同時以便進行貿易。慶長5年（1600年），松前氏開始動工興建城池，並且在慶長11年（1606年）遷移至該處，即福山館，德山館也隨之廢館，不過為了以防萬一而被當成是秘密要塞保存至今。1977年4月5日，德山館以「大館跡」的名義獲指定為日本國史跡。

## 外部連結
- . kotobank （日语）.